# Comitato Olimpico e Sportivo di Macao
Il Comitato Olimpico e Sportivo di Macao (noto anche come 澳門體育暨奧林匹克委員會 in cinese tradizionale o Comité Olímpico e Desportivo de Macau in portoghese) è un'organizzazione sportiva, nata nel 1987 a Macao, regione amministrativa speciale della Cina.
Sebbene Macao non sia uno stato indipendente, è garantito dalla sua costituzione, la legge fondamentale della regione amministrativa speciale di Macao, il diritto di entrare a far parte di organizzazioni internazionali, sotto il nome di "Macao, Cina". Il comitato entrò a far parte del Consiglio Olimpico d'Asia (COA) nel 1989, ma non è ancora membro del Comitato Olimpico Internazionale (CIO), quindi non ha ancora partecipato ad alcuna Olimpiade. Prima del 10 settembre 2008, questa organizzazione era chiamata Comitato Olimpico di Macao (Comité Olímpico de Macau (COM) in portoghese; 澳門奧林匹克委員會 in cinese tradizionale).
L'attuale presidente del comitato è Eddie Laam Wah Ying, mentre la carica di segretario generale è occupata da Charles Lo King Chiu.